# 카타르의 역사
카타르의 역사는 인류 최초의 점령기부터 현대 국가로서의 형성까지 이른다. 인간이 카타르를 점령한 것은 5만년 전으로 거슬러 올라가며, 반도에서 석기 시대의 야영지와 도구들이 발굴되었다. 메소포타미아는 신석기 시대에 이 지역에 존재했던 최초의 문명이었으며, 해안 야영지 근처에서 우바이드 시대에서 유래한 화분이 발견되었다.
이 반도는 셀레우코스 제국, 파르티아 제국, 사산 제국을 포함한 정착 초기 몇 년 동안 여러 다른 제국의 영토 아래에 놓였다. 서기 628년, 무함마드가 동부 아라비아의 사산 총독이었던 문지르 이븐 사와에게 사절을 보낸 후, 그 인구는 이슬람에 소개되었다. 그것은 8세기까지 진주 무역의 중심지가 되었다. 아바스 칼리파국은 여러 정착촌이 생겨났다. 1783년 바니 우트바와 다른 아랍 부족들이 바레인을 정복한 후, 알 칼리파는 바레인과 카타르 본토에 그들의 권력을 부과했다. 수세기 동안, 카타르는 나지드의 와하비와 알 칼리파 사이의 분쟁 지역이었다. 오스만 제국은 1871년에 그들의 제국을 동부 아라비아로 확장했고, 제1차 세계 대전이 시작된 후 1915년에 그 지역에서 철수했다.
1916년, 카타르는 영국의 보호령이 되었고 압둘라 빈 자심 알사니는 해상에서의 모든 침략으로부터 보호하고 육지의 공격을 지원하는 대가로 오직 영국에게만 영토를 양도할 수 있다는 조약에 서명했다. 1934년 조약은 더 광범위한 보호를 부여했다. 1935년 카타르 페트롤리엄에 75년간 석유 채굴권이 주어졌고 1940년 덕한에서 고품질의 석유가 발견되었다.
1950년대와 1960년대 동안 석유 수입의 증가는 번영, 빠른 이민, 상당한 사회적 진보, 그리고 국가의 현대사의 시작을 가져왔다. 1968년 영국이 페르시아만 수장국과의 조약 관계를 끝내겠다는 정책을 발표한 후, 카타르는 아랍에미리트 연방을 구성하기 위해 영국의 보호 아래 있던 다른 8개 주에 합류했다. 1971년 중반, 영국 조약의 종료일이 다가왔을 때, 9개국은 여전히 연합의 조건에 동의하지 않았다. 이에 따라 카타르는 1971년 9월 3일 독립을 선언했다. 1995년 6월, 부에미르 하마드 빈 할리파 알사니가 무혈 쿠데타로 아버지 할리파 빈 하마드 알사니의 뒤를 이어 새로운 에미르가 되었다. 에미르는 의회 선거의 전조로 더 많은 자유주의 언론과 지방 선거를 허용했다. 새 헌법은 2003년 4월 국민투표를 통해 승인되었으며 2005년 6월 발효되었다.

## 선사 시대

### 구석기 시대
1961년 덴마크의 고고학 탐사에서 122개의 구석기 유적지에서 약 30,000개의 석기들이 발견되었다. 대부분의 유적들은 해안선을 따라 위치했으며, 부싯돌 유형학에 따라 4개의 문화군으로 나뉘었다. 구석기 시대 중기와 후기 구석기 시대의 스크래퍼, 화살촉, 손도끼와 같은 거시적인 도구들이 발견되었다.
약 8,000년 전에 발생한 페르시아만의 홍수는 페르시아만의 주민 이동, 카타르 반도의 형성, 해안 자원을 이용하기 위한 카타르 점령으로 이어졌다. 이 시기부터 카타르는 정기적으로 사우디아라비아의 나지드와 알하사 지역의 유목민 부족들의 방목지로 사용되었고, 물의 원천을 중심으로 많은 계절별 야영지가 건설되었다.

### 신석기 시대 (기원전 8000년~3800년)
카타르 북동부 해안에 위치한 알 다아사는 이 나라에서 가장 넓은 우바이드 유적지이다. 그것은 1961년 덴마크 팀에 의해 발굴되었다. 이 유적지는 소규모의 계절별 야영지를 수용한 것으로 추측되며, 아마도 수렵-낚시-모임 집단이 자주 방문하는 숙소로 추정된다. 이는 현장에서 60여 개의 불구덩이가 발견되었는데, 이 불구덩이는 스크래퍼, 절단기, 칼날, 화살촉과 같은 부싯돌 도구 외에도 물고기를 고치고 말리는 데 사용되었을 것으로 추정된다. 게다가, 많은 유바이드 화분 조각과 카르넬리아 구슬이 불 구덩이에서 발견되었는데, 이는 해외와의 연관성을 시사한다.
1977년부터 1978년까지 알코르에서 진행된 발굴조사에서 우바이드 시대의 무덤 몇 개가 발견되었는데, 이 무덤은 이 나라에서 가장 오래된 것으로 기록되어 있다. 한 무덤에는 부장품이 없는 젊은 여성의 화장된 유골이 들어 있었다. 다른 8개의 무덤에는 조개껍데기, 카르넬리안, 흑요석으로 만든 구슬을 포함한 무덤들이 있었다. 흑요석은 아라비아 남서부의 나지란에서 기원한 것으로 추정된다.

### 청동기 시대 (기원전 2100년~1155년)

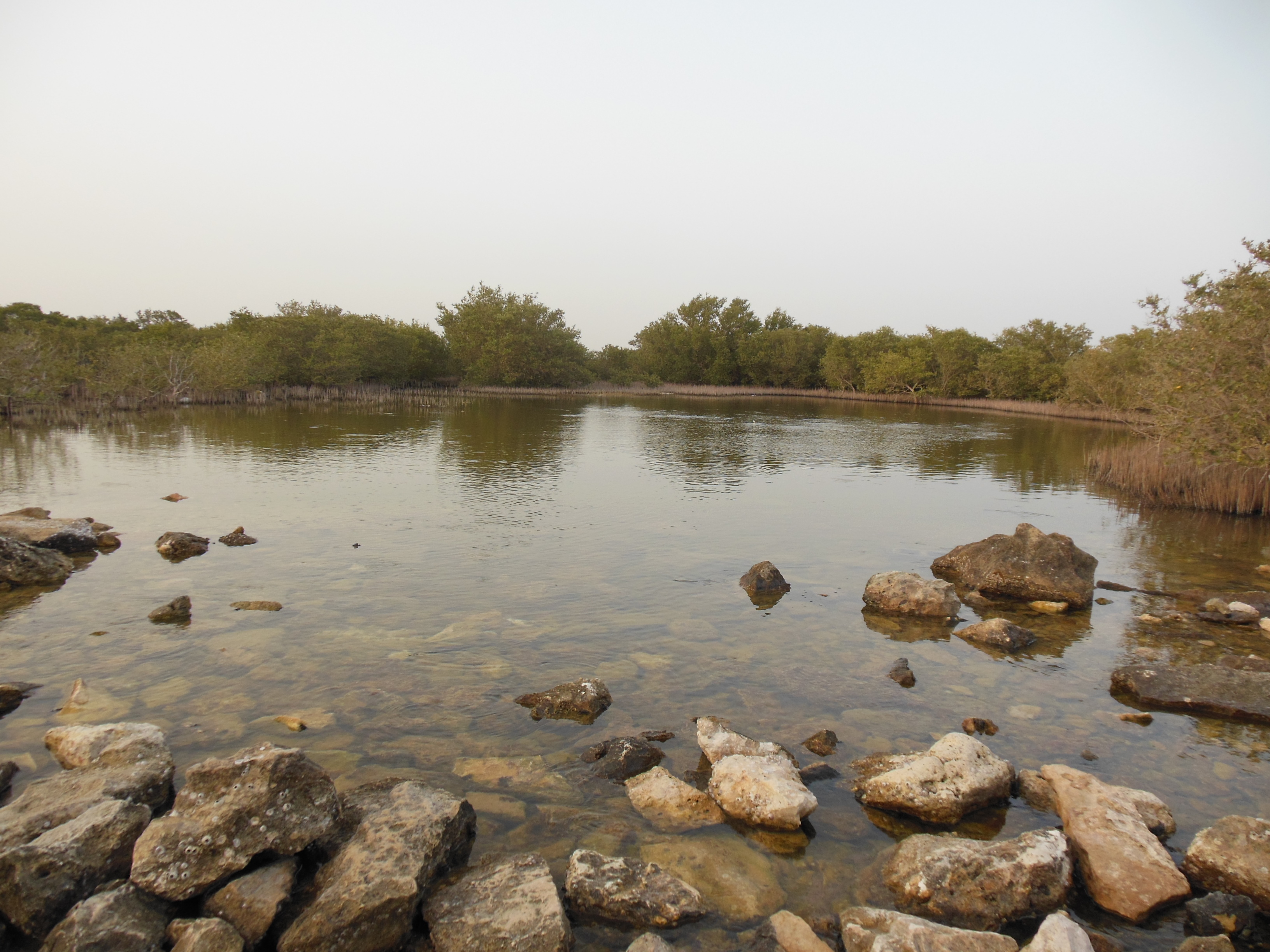
보라색 염료 산업이 있는 알코르섬

카타르 반도는 바레인의 딜문 문명에 가까웠기 때문에 그 영향력을 느낄 수 있었다. 카타르 고고학 프로젝트에 의해 두 곳에서 발굴된 바바르의 토기는 딜문의 무역망에 국가가 관여했음을 입증한다. 딜문 사람들이 기원전 2100년에서 1700년 사이에 해양 활동을 시작했을 때, 카타르 주민들은 페르시아만에서 진주를 찾기 위해 잠수하기 시작했다. 카타르인들은 이 시기에 진주와 대추야자 무역에 종사했다.
카타르에서 발견된 딜문 정착촌의 유적은 인간이 장기간 거주했다는 주요 증거를 나타내지 않는다는 주장이 제기되어 왔다. 카타르는 이 기간 동안 유목민 아랍 부족들이 식량과 물을 얻기 위해 정기적으로 이주했기 때문에 대부분 사람이 살지 않았다. 딜문 시대, 특히 알코르섬의 정착지들은 바레인 간의 무역 여행을 가속화하기 위해 페르시아만의 가장 가까운 중요한 정착지 텔아브라크로 설립되었을 것이다. 또 다른 시나리오는 야영지가 딜문의 어부나 진주 어부들에 의해 만들어졌다는 것이다. 도자기의 존재는 카타르 주민과 딜문 문명 사이의 교역을 의미한다는 주장도 있지만, 이 시기에는 반도의 인구가 부족했기 때문에 가능성이 낮다고 여겨진다.

## 독립

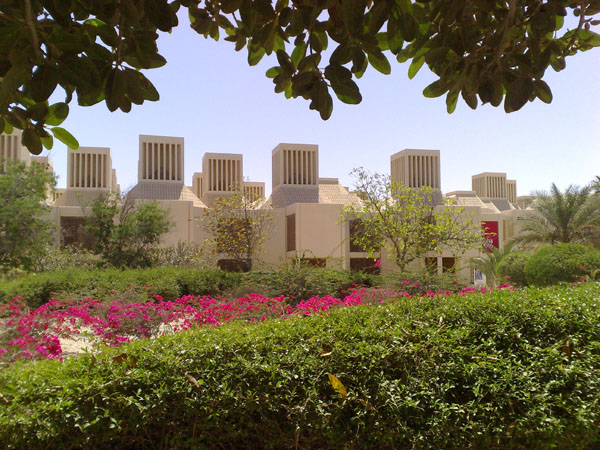
카타르의 첫 번째 대학교는 1973년에 문을 열었다.

카타르는 1971년 9월 1일 독립을 선언하고 9월 3일 독립 국가가 되었다. 아흐마드 빈 알리 알사니가 도하에 있는 그의 궁전 대신 그의 스위스 별장에서 공식적인 발표를 했을 때, 많은 카타르인들은 지금이 지도력을 바꿀 때라고 확신했다. 1972년 2월 22일 할리파 빈 하마드 알사니는 아흐마드 빈 알리 알사니가 이란으로 사냥 여행을 갔을 때 그를 폐위시켰다. 할리파 빈 하마드 알사니는 알사니와 영국의 암묵적인 지지를 받았고 사우디아라비아의 정치적, 재정적, 군사적 지원도 받았다.
그의 전임자의 정책과는 대조적으로, 할리파 빈 하마드 알사니는 가족 수당을 삭감하고 주택, 건강, 교육, 그리고 연금을 포함한 사회 프로그램에 대한 지출을 증가시켰다. 게다가, 그는 많은 고위 관직을 가까운 친척들로 채웠다. 1993년 할리파 빈 하마드 알사니는 에미르로 남았지만, 그의 아들 하마드 빈 할리파 알사니가 국가의 일상적인 운영의 대부분을 장악했다. 두 사람은 모든 중요한 문제에 대해 서로 상의했다.
1991년 카타르는 걸프 전쟁에서 중요한 역할을 수행했으며, 특히 카타르 전차가 마을 거리를 누비며 이라크 치안부대와 교전하고 있는 사우디아라비아 국민위병 부대에 화력 지원을 했다. 카타르는 캐나다 연합군이 CAP 임무로 항공기를 띄울 수 있는 공군기지로 사용할 수 있도록 허용했고, 미국과 프랑스 공군도 자국 영토에서 작전을 수행할 수 있도록 허용했다.

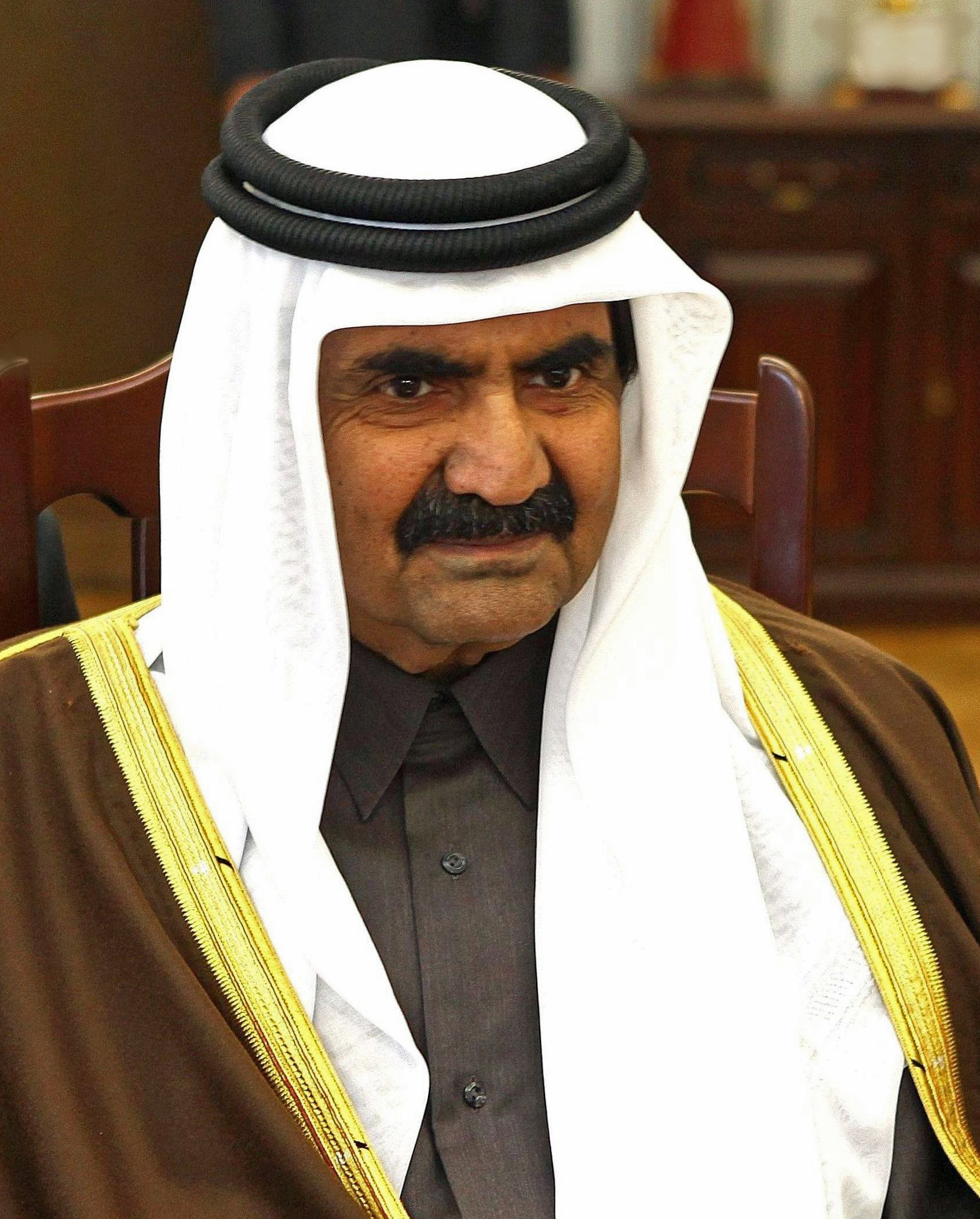
하마드 빈 할리파 알사니

1995년 6월 27일, 하마드 빈 할리파 알사니는 무혈 쿠데타로 아버지 할리파를 폐위시켰다. 1996년에 실패한 반군이 있었다. 에미르와 그의 아버지는 이제 화해했지만, 반군의 일부 지지자들은 여전히 감옥에 있다. 카타르는 카타르의 민주화를 위한 의향을 밝혔고, 의회 선거의 전초전으로서 더 많은 자유주의 언론과 지방 선거를 허용했다. 새 헌법은 2003년 4월 국민투표를 통해 승인되었으며 2005년 6월 발효되었다. 경제, 사회, 민주적 개혁은 그 이후 몇 년 동안 일어났다. 2003년, 한 여성이 교육부 장관으로 내각에 임명되었다.
카타르와 바레인은 20세기 중반부터 하와르 군도의 소유권을 놓고 분쟁을 벌여왔다. 2001년 국제사법재판소는 바레인에게 하와르 군도에 대한 주권을 부여하고, 카타르의 작은 섬들과 주바라 지역에 대한 주권을 부여했다. 재판에서 카타르는 문제의 영토에 대한 그들의 주권 주장을 입증하기 위해 82개의 위조 문서를 법원에 제공했다. 이 주장은 바레인이 위조를 발견한 이후 나중에 철회되었다.
2003년 카타르는 미국 중앙사령부의 사령부이자 이라크 침공의 주요 발사지 중 하나였다. 2005년 3월, 도하 플레이어스 극장에서 자살 폭탄 테러가 발생해 영국 교사가 사망했으며, 이전에 테러를 경험하지 못했던 이 나라에 충격을 주었다. 이번 폭탄 테러는 카타르의 이집트인 오마르 아흐메드 압둘라 알리가 저지른 것으로, 그는 알카에다 아라비아반도 지부아라비아 반도의 알카에다와 관련이 있다고 의심했다. 2013년 6월, 하마드 빈 할리파 알사니는 에미르에서 물러나 그의 아들과 후계자인 타밈 빈 하마드 알사니에게 지도권을 이양했다.
LNG 판매로 얻은 수익을 관리하기 위한 수단으로, 카타르 투자청이 2005년에 설립되었다. 2008년, 정부는 카타르 국가 비전 2030을 출시했는데, 이 비전 2030은 카타르의 장기적 발전뿐만 아니라 위협과 해결책을 파악하기 위한 프레임워크를 제공한다.

### 아랍의 봄 및 군사 개입 (2010년~현재)

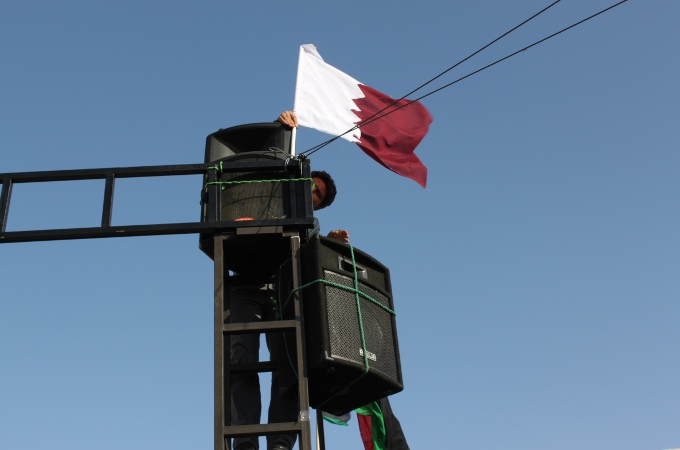
카타르의 국기는 내전 중에 리비아에 게양되었다.

카타르는 아랍의 봄으로 알려진 아랍권의 시위, 시위, 내전의 혁명적인 물결에서 역할을 했다. 중재자로서의 전통적인 외교적 역할에서 벗어난 카타르는 중동과 북아프리카의 몇몇 과도기적 국가들과 격변을 지원하기 위해 움직였다.
아랍의 봄의 첫 몇 달 동안, 이 나라의 가장 광범위한 미디어 네트워크인 알자지라는 아랍인들의 지지를 동원하는 것을 도왔고, 시위와 시위의 내러티브를 형성했다. 카타르는 2011년 리비아 내전 당시 리비아 과도국가평의회를 지원하기 위해 수백 명의 지상군을 파견했다. 부대는 주로 군사 고문이었고, 언론에서는 "용병"이라는 꼬리표를 붙이기도 했다. 카타르는 또한 몇몇 다른 연합국 회원들과 함께 공중전에 참가했다.
카타르는 2011년 봄에 시작된 시리아 내전에서 적극적인 역할을 수행해 왔다. 2012년, 카타르는 야당에게 무장하고 자금 지원을 시작하겠다고 발표했다. 카타르는 내전 초기 2년 동안 시리아 반군에 30억 달러를 지원했다고 보도되었다.
2015년부터 카타르는 아랍의 봄 봉기의 여파로 축출된 후티와 전 대통령 알리 압둘라 살레에 충성하는 세력에 맞서 사우디아라비아 주도 연합군의 예멘 개입에 참여했다.

## 같이 보기
- 아시아의 역사